# Dmitry Pirog
Dmitry Iouriévitch Pirog (en russe : Дми́трий Ю́рьевич Пиро́г), né le 27 juin 1980 à Temriouk (Union soviétique), est un boxeur et homme politique russe.

## Carrière sportive
Commençant sa carrière en juillet 2005, Dmitry Pirog s'est emparé en octobre 2006 du titre de champion de Russie des poids moyens. Un an plus tard, il devient champion d'Asie en battant son compatriote Alexey Chirkov. En juin 2009, il remporte la ceinture internationale WBC en battant le ghanéen Kofi Jantuah par décision unanime. Le 31 juillet 2010, il bat par KO au 5e round l'espoir américain Daniel Jacobs pour le titre de champion du monde poids moyens WBO.
Le russe conserve sa ceinture en battant Javier Francisco Maciel aux points le 26 mars 2011 à Ekaterinbourg puis Gennady Martirosyan au 10e round le 25 septembre 2011 et Nobuhiro Ishida aux points le 1er mai 2012.
En septembre 2012, la WBO lui retire son titre après sa décision de combattre le champion du monde WBA et IBO Gennady Golovkin au lieu de Hassan N'Dam N'Jikam. Le combat contre Golovkin n'aura pas lieu en raison d'une blessure au dos qui est encore aujourd'hui débattue. Pirog n'a pas annoncé sa retraite mais n'a pas combattu depuis 2012.

## Carrière politique
Dmitry Pirog adhère au parti gouvernemental Russie unie en 2010. 
En 2012, Dmitry Pirog intègre l'équipe qui conseille Vladimir Poutine à l'occasion de l'élection présidentielle russe qui se déroule cette année. 
En février 2017, le député Alexandre Metkine (ru) démissionne de son poste à la Douma. Le mois suivant, Dmitry Pirog reprend son mandat. Il est reconduit dans ses fonctions à l'issue des élections législatives russes de 2021. 
Le 15 février 2022, Dmitry Pirog fait partie des 351 députés de la Douma à voter en faveur de la résolution n°58243-8 demandant au président Vladimir Poutine de reconnaître diplomatiquement les républiques populaires de Donetsk et de Lougansk. À ce titre, il est sanctionné par l'Union européenne le 23 février 2022 (soit le surlendemain de l'acceptation de la demande de la Douma). Depuis cette date, il ne peut plus voyager dans l'UE, en recevoir de l'argent et ses avoirs potentiels y sont gelés.

## Titres professionnels
- Champion du monde WBO (World Boxing Organization) poids moyens (2010-2012)
- Champion WBC Baltique poids moyens (2010)
- Champion WBC International poids moyens (2009)
- Champion WBO Asie Pacifique poids moyens (2007-10)
- Champion d'Asie ABC (Asian Boxing Council) poids moyens (2007-08)
- Champion CISBB (CIS and Slovenian Boxing Bureau) poids moyens (2007)
- Champion de Russie poids moyens (2006)